# Kapitelsberg (Tanne)

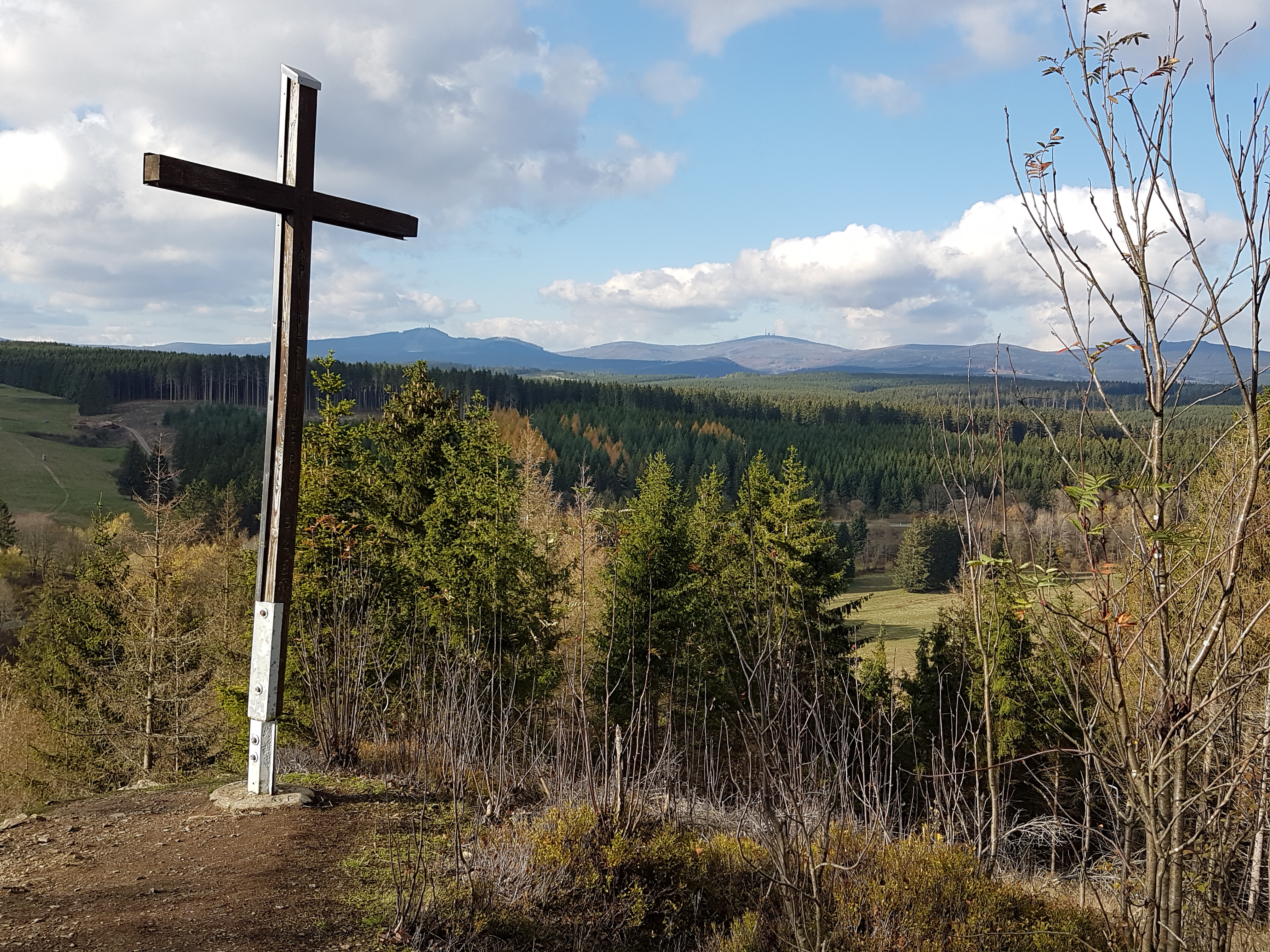
Tanne, Kapitelsberg mit Wurmberg und Brocken im Hintergrund

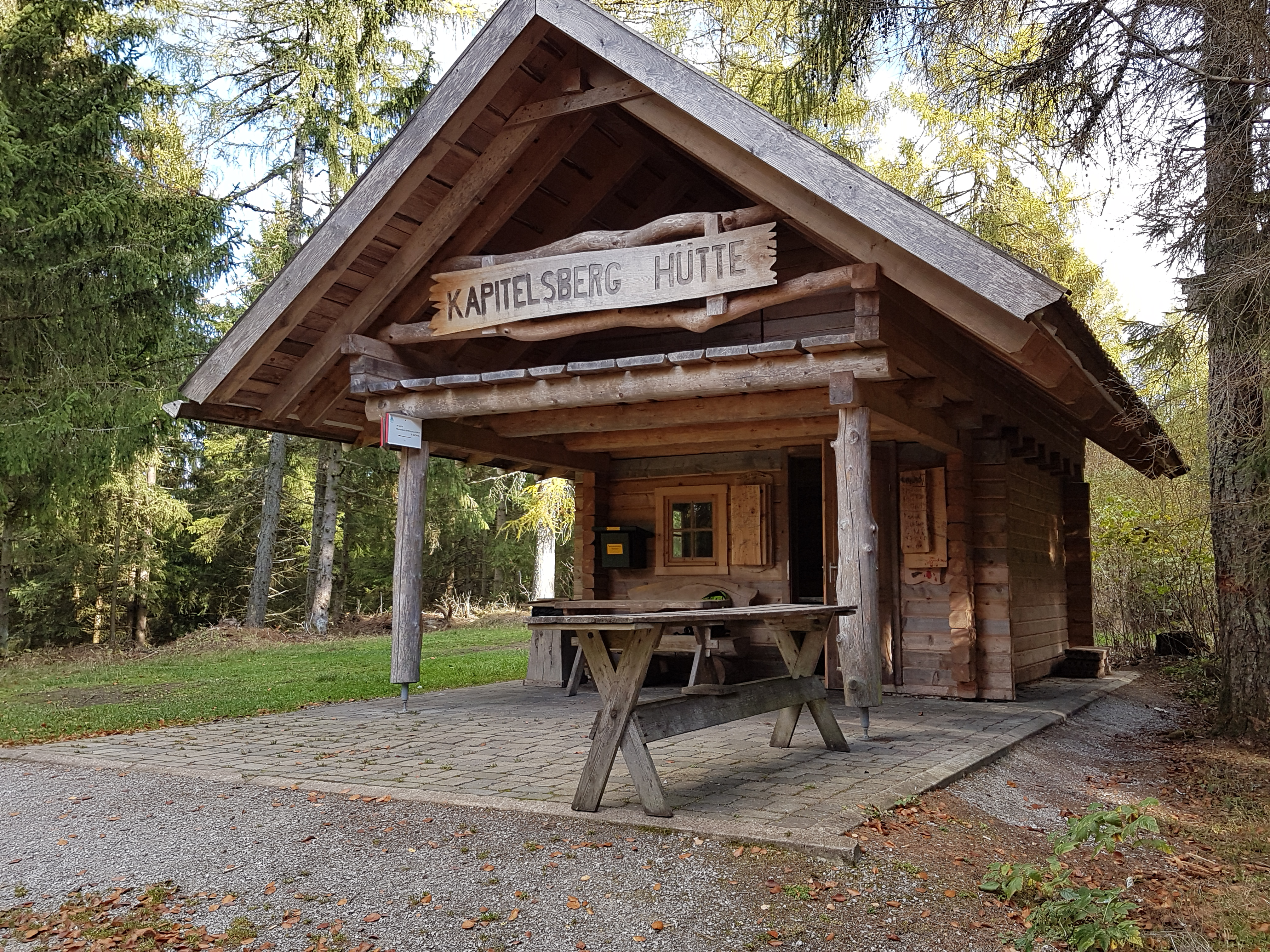
Tanne, Schutzhütte auf dem Kapitelsberg

Der Kapitelsberg im Mittelgebirge Harz ist eine 535,7 m ü. NHN hohe Erhebung bei Tanne im Landkreis Harz, Sachsen-Anhalt.

## Namensbedeutung
Der Name Kapitelsberg verweist bis heute auf den ehemaligen Besitzer der dortigen Wälder. Dies war seit dem Jahr 1313 das Domkapitel bzw. der Bischof in Halberstadt. Der Berg befindet sich in einem Waldstück, das in Kartenwerken als "Silberkulk" bezeichnet wird. Der Silberkulk bildete bis 1945 ein preußisches Privatforstgebiet auf braunschweigischem Territorium. Erst seit 1945 gehört der Silberkulk offiziell zur Gemarkung des Ortes Tanne.

## Geographische Lage
Der Kapitelsberg liegt im Mittelharz im Naturpark Harz/Sachsen-Anhalt. Er erhebt sich etwa 2 km ostnordöstlich des Dorfs Tanne, einem Ortsteil der Stadt Oberharz am Brocken. Seine bewaldete Landschaft fällt nach Westen und Norden in das Tal der Warmen Bode ab, in die am Nordwestfuß des Bergs der Allerbach mündet, und nach Osten über mehrere kleine Bäche in jenes des Rappbode-Zuflusses Allerbach ab. Die den Berg direkt umgebenden Täler gehören zum Naturschutzgebiet Harzer Bachtäler.

## Aussichtsmöglichkeit und Wandern
Der Kapitelsberg ist nur auf Wald- und Wanderwegen zu erreichen. Schon seit 1892 liegt etwa 750 m westlich des Berggipfels ein Aussichtspunkt (ca. 528 m; ⊙). Dort steht ein Holzkreuz und eine eiserne Richtungsuhr, auf der nebst Angabe der vier Haupt-Himmelsrichtungen einige geographische Ziele der Umgebung eingetragen sind. Von dort fällt der Blick unter anderem auf das Dorf Tanne im Tal der Warmen Bode, zum Hohnekamm, Wurmberg und Brocken sowie zur Achtermannshöhe. Etwas östlich des Aussichtspunkts steht neben einem Picknickplatz eine Schutzhütte (⊙) mit der Stempelstelle 44 im System der Harzer Wandernadel.